# Irresistible (álbum de Pablo Ruiz)
Irresistible es el título del quinto álbum de estudio grabado por el cantante argentino Pablo Ruiz. Fue lanzado al mercado por la empresa discográfica EMI Capitol el 14 de julio de 1992. El álbum contó con los arreglos y dirección de Peter Felissatti  (conocido en Italia como Gian Pietro Felixatti, un cantante y productor de renombre en los 70s y 80s que fue productor de artistas como Paloma San Basilio, Fey, Yuri y Alejandra Guzmán). tuvo como productor ejecutivo a Miguel Blasco (quien fue productor de artistas como Alejandra Guzmán, Mijares, Yuri y Paulina Rubio).
Esta producción discográfica fue grabada en los estudios Desiree, en Milán, Italia y las voces grabadas y mezcladas en los estudios Balu Balu, en Madrid, España. El disco es publicado el 3 de mayo de 1992.
En una publicación periodística comenta que fue operado de la garganta a principios de enero de ese año:

No fue una cirugía estética. Fue una operación de amígdalas y adenoides. Las amígdalas son glándulas que se encuentran en la gargantas; si son muy grandes y no se sacan pueden ser un foco de infección. Eso era lo que me molestaba para respirar.
Pablo Ruiz a la Revista Eres. Publicación del 15 de mayo 1992

En su gira promocional por México, país en el que habrá de radicarse poco tiempo después, para esta producción inicio una gira promocional entre julio y agosto, siendo visto por más de 200 mil personas:

Del 22 de julio al 28 de agosto Pablo Ruiz realizó una agotadora pero muy fructífera gira promocional por diferentes ciudades de nuestro país, empezando por el D.F.  (Plaza de los Toros, México, Alameda central) continuando por Monterrey, Puebla, Mérida, Guadalajara, Jalapa, Morelia y Los Mochis....Se calcula que durante las actuaciones mencionadas el fenomenal artista argentino fue visto y aplaudido por 200 mil personas
Leopoldo Guerrero, Rev. Notas Musicales.

## Lista de canciones
| Irresistible |                               |                                          |          |  |
| N.º          | Título                        | Escritor(es)                             | Duración |  |
| 1.           | «Amo las chicas, amo la vida» | C. Arango · Difelisatti                  | 3:53     |  |
| 2.           | «Por ella»                    | C. Arango · Difelisatti                  | 4:35     |  |
| 3.           | «Aprendiendo a vivir»         | C. Arango · Difelisatti · M. Larani      | 3:43     |  |
| 4.           | «El rincón prohibido»         | C. Arango · Difelisatti                  | 3:39     |  |
| 5.           | «Irresistible»                | C. Arango · Difelisatti · M. Larani      | 2:49     |  |
| 6.           | «¿Por qué te fuiste con él?»  | C. Arango · Difelisatti                  | 3:06     |  |
| 7.           | «Aventura»                    | C. Arango · C. Valle                     | 4:06     |  |
| 8.           | «Evangelina»                  | C. Valle · José Ramón Flórez             | 4:07     |  |
| 9.           | «Me gusta verte bailar»       | C. Valle · José Ramón Flórez · M. Larani | 3:16     |  |
| 10.          | «A mi madre»                  | C. Arango · Difelisatti                  | 4:48     |  |
| 38:02        |                               |                                          |          |  |